# Kobylnice (okres Brno-venkov)
Kobylnice jsou obec v okrese Brno-venkov v Jihomoravském kraji. Rozkládají se v Dyjsko-svrateckém úvalu, v katastrálním území Kobylnice u Brna. Žije zde přibližně 1 300 obyvatel.

## Historie
První písemná zmínka o obci je z roku 1306. Během staletí patřila obec různým majitelům V 16. století byla v Kobylnicích tvrz, dvůr, pivovar a mlýn, dva rybníky. Obec patří do šlapanické farnosti, do školy chodily zdejší děti do Šlapanic, později do Ponětovic, vlastní škola byla v obci postavena roku 1853. První dochovaná pečeť s radlicí, vinařským nožem a hroznem pochází z roku 1648.
V letech 1986–1990 byly Kobylnice součástí Šlapanic.

## Obyvatelstvo
Na počátku 17. století měla obec 25 domů, po třicetileté válce bylo 7 z nich pustých. V roce 1790 měla obec 41 domů a 206 obyvatel, roku 1834 48 domů a 290 obyvatel.
| 1869 | 1880 | 1890 | 1900 | 1910 | 1921 | 1930 | 1950 | 1961 | 1970 | 1980 | 1991 | 2001 | 2011 | 2021 |
| ---- | ---- | ---- | ---- | ---- | ---- | ---- | ---- | ---- | ---- | ---- | ---- | ---- | ---- | ---- |
| 406  | 514  | 552  | 569  | 769  | 843  | 889  | 845  | 898  | 931  | 912  | 848  | 819  | 996  | 1189 |

## Společenský život
Od 13. července 2018 působí v obci spolek Kobylnické impérium.

## Pamětihodnosti
- Zvonice Panny Marie Sněžné
- Boží muka

## Fotogalerie

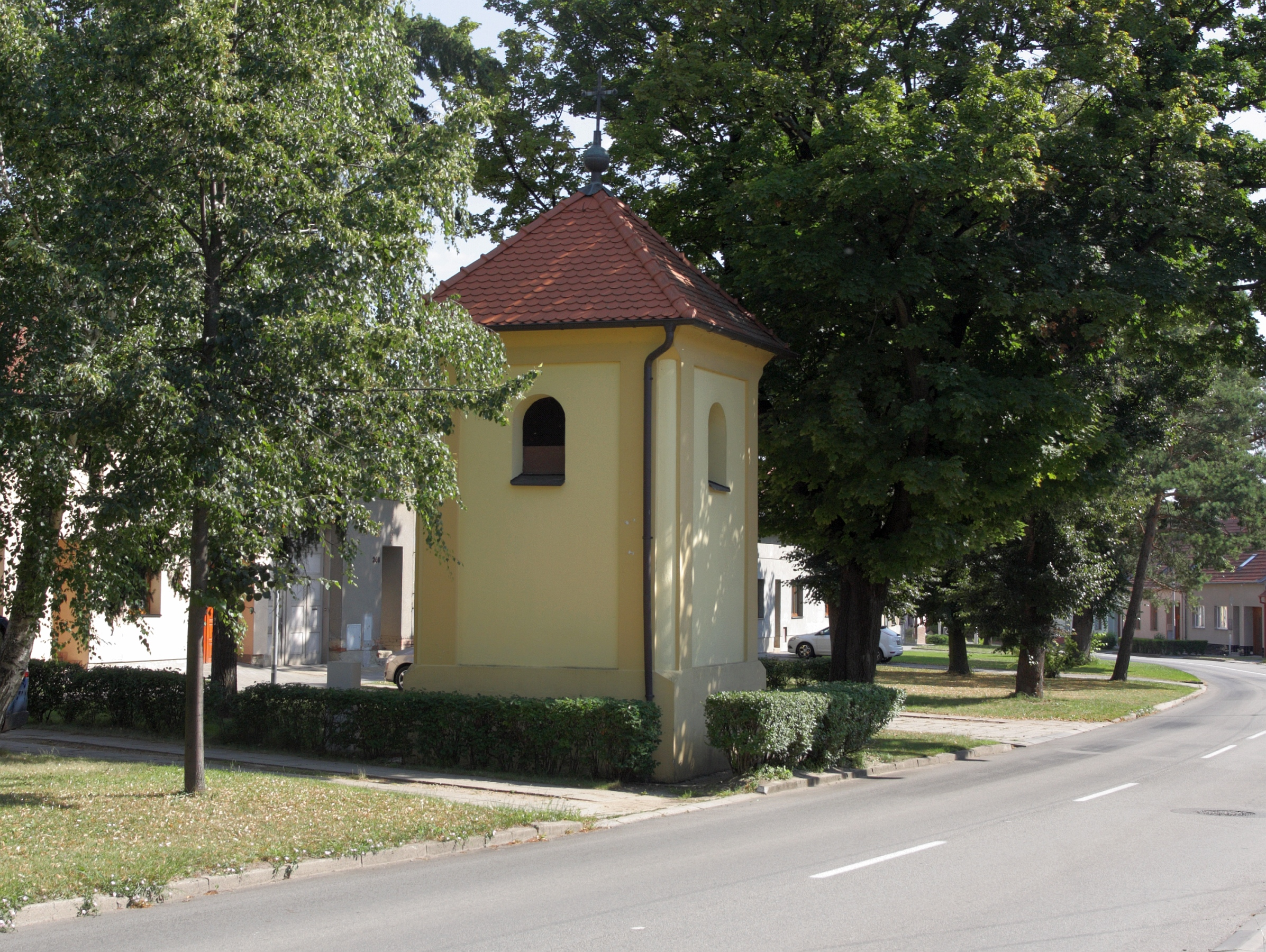
Zvonice Panny Marie Sněžné na návsi
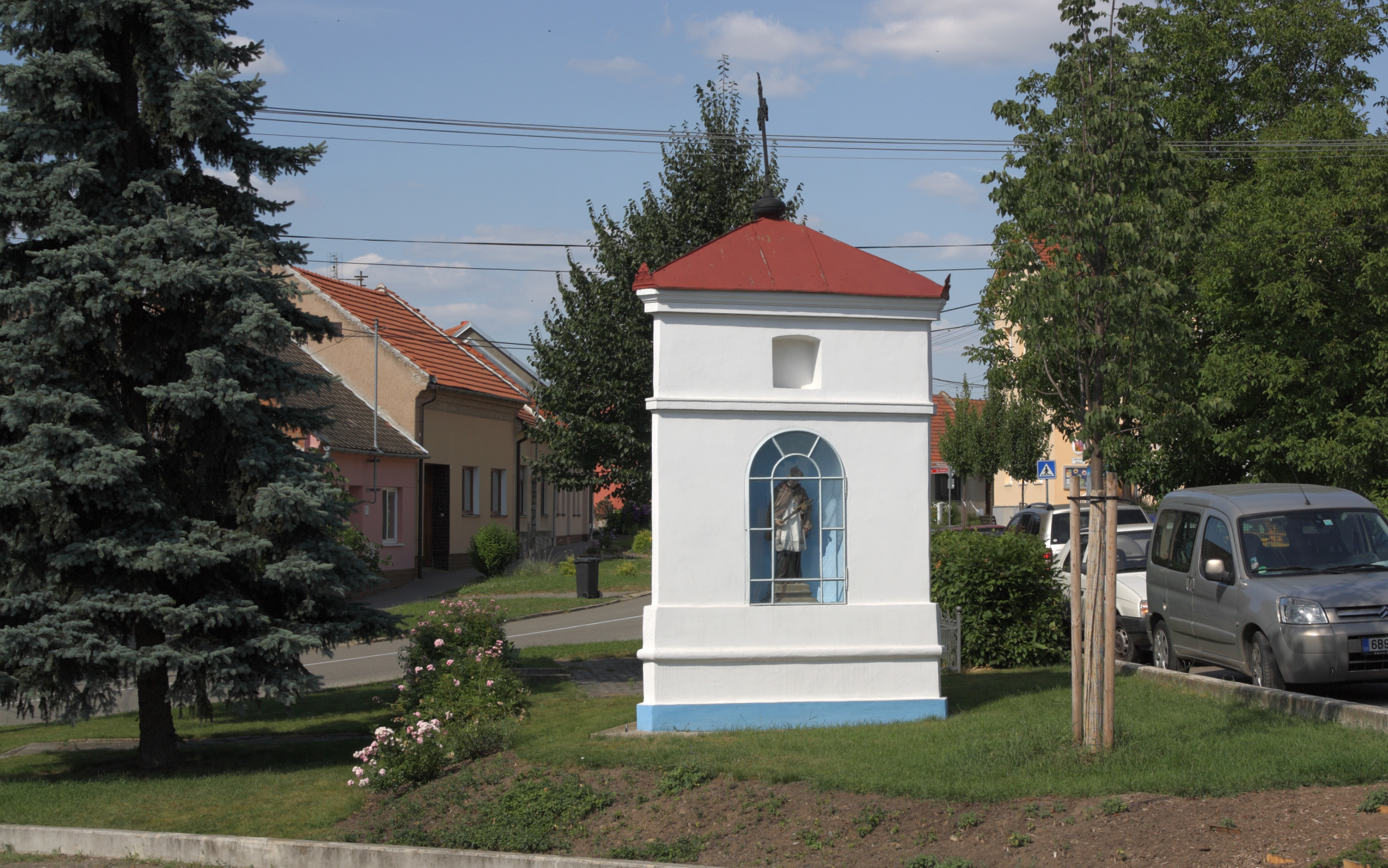
Kaple postavená k 60. výročí vlády Františka Josefa I.
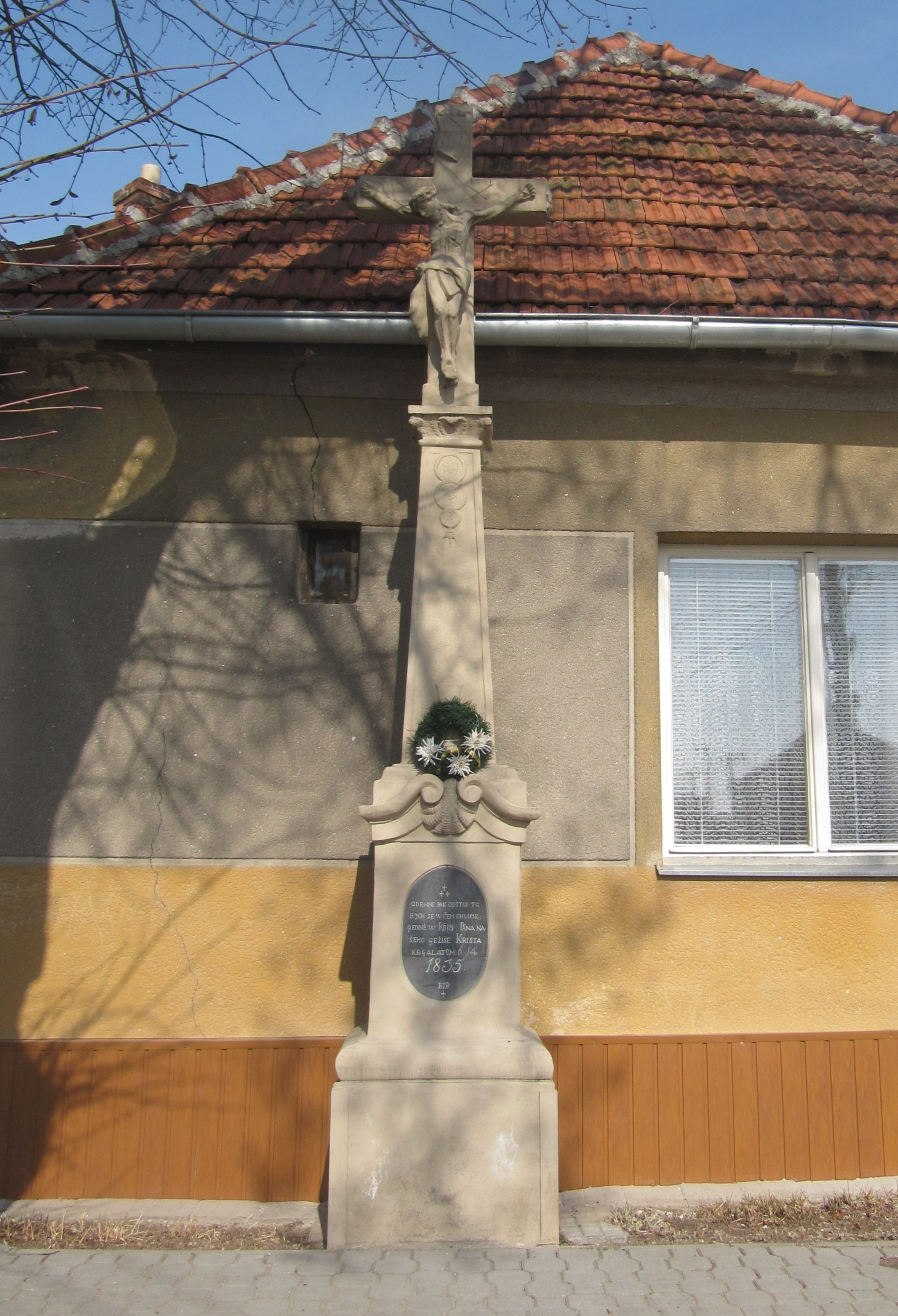
Kříž datovaný 1835
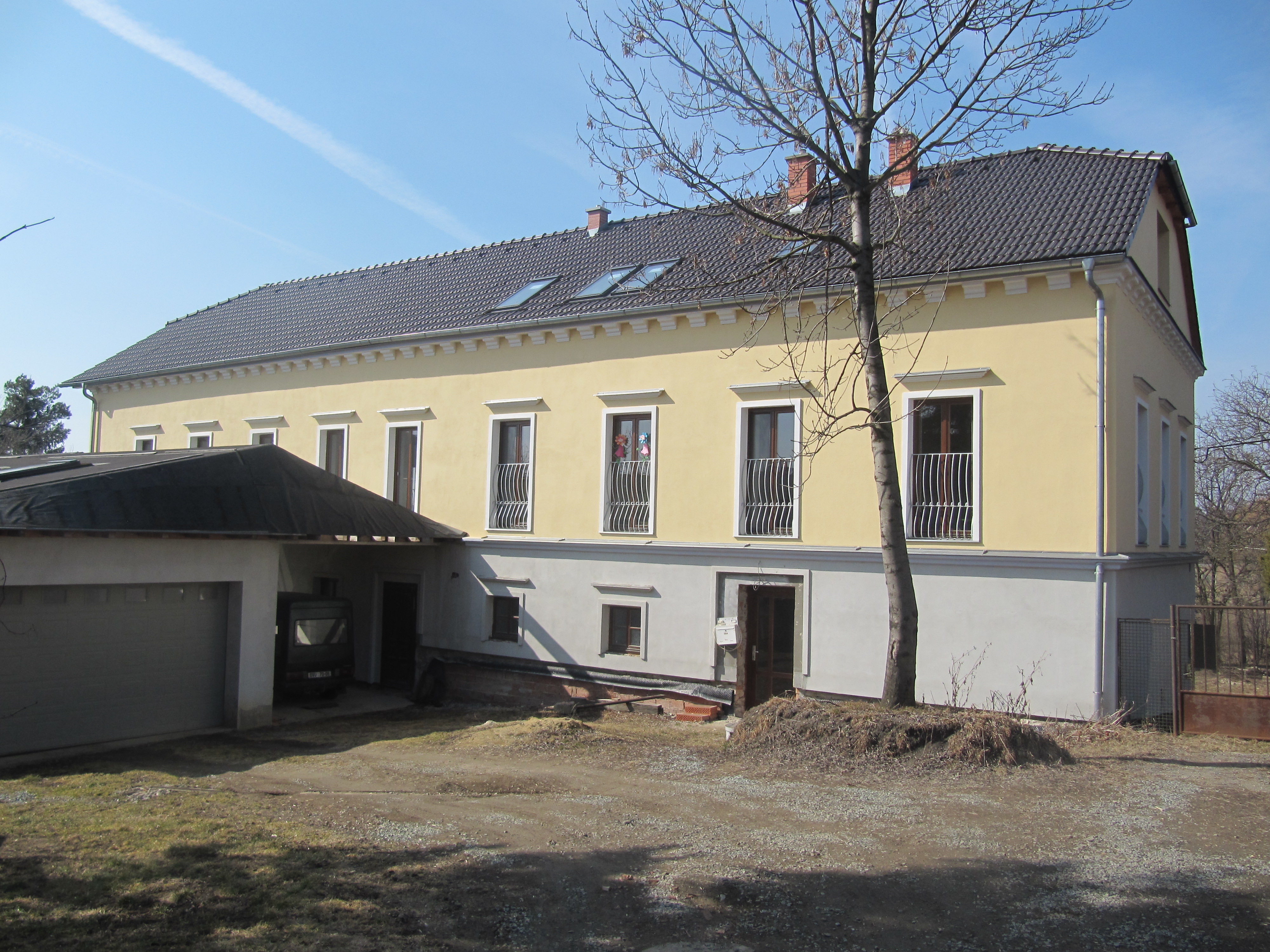
Bývalý mlýn